# Raivuna micida
Raivuna micida är en insektsart som beskrevs av Ronald Gordon Fennah 1978. Raivuna micida ingår i släktet Raivuna och familjen Dictyopharidae. Inga underarter finns listade i Catalogue of Life.